# 鲁达希隆斯卡
鲁达希隆斯卡（波蘭語：Ruda Śląska）是波兰西里西亚省的一座城市，約有13萬名居民，於1959年由魯達與新比托姆合併而成立。該城位於上西里西亚都市圈，與卡托維策、扎布熱、比托姆、霍茹夫以及希維托赫洛維采相鄰。
Ruda是「礦石」的意思。礦業是該市重要的經濟活動之一。2009年，鲁达希隆斯卡發生了煤礦爆炸事故。